# Sierra Cónica
Sierra Cónica är en ås i Spanien.   Den ligger i regionen Katalonien, i den östra delen av landet, 600 km öster om huvudstaden Madrid. Sierra Cónica ingår i Serra de les Medes.